# العندليب حكاية شعب (مسلسل)
العندليب حكاية شعب هو مسلسل مصري، إنتاج 2006، يتناول حياة المطرب والممثل عبد الحليم حافظ ويقوم بدوره شادي شامل من بطولة عبلة كامل وكمال أبو رية ولقاء الخميسي والعديد من الفنانين والفنانات ممن يجسدون الشخصيات التي عاصرته.

## الممثلون
| 1. شادي شامل: عبد الحليم حافظ 2. عبلة كامل: علية شبانة أخت عبد الحليم 3. كمال أبو رية: أسماعيل شبانة أخو عبد الحليم 4. لقاء الخميسي: فردوس أبنة خالة عبد الحليم 5. أحمد فلوكس: شحاتة أبن خالة عبد الحليم 6. محمد الشقنقيري: محمد أخو عبد الحليم 7. هيدي كرم: جي جي حبيبة عبد الحليم 8. إنجي شرف: سميرة زوجة إسماعيل شبانة 9. شوقي شامخ: عبد القادر الشناوى زوج علية شبانة | 1. مجدي كامل: جمال عبد الناصر 2. طارق لطفي: عبد الحكيم عامر 3. ناصر سيف: حسين الشافعي 4. محمد ظاظا: سامي شرف 5. هشام عطوة: عبد اللطيف البغدادي 6. أحمد كامل: زكريا محيي الدين 7. علي حمدي: الرئيس محمد نجيب 8. عزت بدران: صلاح سالم | 1. هاني إبراهيم: جمال سالم 2. خالد عبد الحميد: كمال الدين حسين 3. خالد نجيب: حسن إبراهيم 4. جمال عبده: خالد محيي الدين 5. عماد إسماعيل: يوسف صديق 6. حسام حمدي: صلاح نصر 7. مجدي بدر: شمس بدران 8. محمد نصر: محمد أنور السادات 9. جمال يوسف: محمد أحمد سكرتير لجمال عبد الناصر | 1. حلمي فودة: الملحن كمال الطويل 2. مفيد عاشور: الموسيقار محمد الموجي 3. إيهاب فهمي: الموسيقار بليغ حمدي 4. أيمن عزب: الموسيقار محمد عبد الوهاب 5. سلمي غريب: كوكب الشرق أم كلثوم 6. صبري عبد المنعم: الفنان أحمد صبرة 7. هشام عبد الله: الأذاعي جلال معوض 8. ياسر صادق: مجدي العمروسي |

| 1. محمود البزاوي: الشاعر عبد الرحمن الأبنودي 2. محمود عبد الغفار: صلاح جاهين 3. يوسف عيد: الشاعر أمل دنقل 4. أحمد السلكاوى: إحسان عبد القدوس 1. أحمد فؤاد سليم: متولي خال عبد الحليم 2. عفاف رشاد: خالة عبد الحليم وأم فردوس 3. صفاء جلال: فاطمة زوج خ العبد الحليم من قرية الحلوات 4. عماد العمروسي: طه قريب لعبد الحليم من قرية الحلوات 5. سميحة إبراهيم قريبة لعبد الحليم من قرية الحلوات | 1. ريهام عبد الغفور: فاتن حمامة 2. دينا: المنتجة ماري كويني 3. داليا إبراهيم: الفنانة شادية 4. نادية حسني: سعاد حسني 5. أحمد بسيم: كمال حسني 6. نور محمود: مرسي جميل عزيز 7. أحمد رفعت: عز الدين ذو الفقار 8. هشام سالم: الشاعر كامل الشناوي 9. شادي الدالي: أحمد بدرخان 10. جمال عبد الحميد: يوسف وهبي 11. مصطفى هريدي: إسماعيل ياسين 12. حجاج كامل: مخرج 13. لافي العازمي: دور الفنان احمد رمزي 1. أحمد سلامة: الشيخ البهتيمي 2. عمرو عبد الجليل: الأمام حسن البنا 3. سيد عزمي: الشيخ حسن الهضيبي 4. محمود عامر: الشيخ عبد الرحمن السندي | 1. أميرة نايف: تحية محمد كاظم زوجة جمال عبد الناصر 2. جيهان سلامة: أم أيمن زوجة محمد الموجي 3. ألفت عمر: منيرة زوجة محمد أخو عبد الحليم 4. رشا زهران: سهام زميلة لعبد الحليم في مدرسة طنطا 5. تامر يسري: شوكت زوج جيجي الأول 6. منى هلا سلوي قريبة لجيجي 7. جيسي فهمي: فهيمة 8. محمد صلاح: مدرس لحليم طفلا 1. كريم عبد الفتاح: عبد الحليم 2. سهر الصايغ: علية 3. معتز حسام إسماعيل 4. علي الطيب: جمال عبد الناصر 5. سامر سيد: محمد الموجي 6. فريد عادل: كمال الطويل 7. إبراهيم الجندي: محمد شبانة 8. اسراء عاطف: هدى عبد الناصر | 1. فتحي عبد الحميد: عبد الحليم 2. نوران جاد: علية 3. محمد زكريا: إسماعيل 4. محمود أيثم: محمد 5. ندي منتصر: فردوس 6. عصام عبد الله: شحاتة 7. مصطفى جاد: خالد عبد الناصر 8. شمس جاد: زينب 9. ماهيتاب مصطفى: منى عبد الناصر 10. علي طارق: عبد الحكيم عبد الناصر 11. عمرو صلاح: أحمد فؤاد حسن |

### أخرين
إبراهيم أبو العطا - احسان التركي - أحمد الحلوانى - أحمد الشامى - أحمد جمال سعيد - أحمد زايد - أحمد عبد الهادي - أحمد فاروق - أحمد فخري - أحمد مصطفى - أشرف صالح - أشرف عبد العزيز - ألفريد عماد - إيمان عاطف - ايهاب العشري - باسم أحمد - جلال عبد القادر - حازم فؤاد - حمدى السخاوى - خالد بدوي - رأفت عبد القادر - روزانا - زايد فؤاد - سالي الدمرداش - سامح أبو الغار - سلوى العرابي - سمية الإمام - سيد عيد - شريف سويلم - شريف عواد - صباح شحاته - عدنان طلعت - عصام محمود - عصام مصطفى - علاء زينهم - عماد اليماني - عمرو جمال - عيد أبو الحمد - فتحي غياض - كمال عطية - مجدى عبد الحليم - مجدي منير - محمد بيومي - محمد حلمي - محمد شاهين - محمد عبد الحليم - محمد عمار - محمود عبد الله - محمود عزت - محمود منصور - مصطفى البراء - مصطفى عبد الفتاح - مها - مؤمن نور - نادر فؤاد - نادية العراقية - نجلاء شعير - هشام كامل - هناء بركات - يحيى زكريا

## الطاقم الفني
| - الموسيقي التصويرية والألحان - مهندس الديكور: بدر تيسير - مصممة الأزياء: د. سامية عبد العزيز - ماكياج: جمال إمام - مدير التصوير: محمود حامد - خيري المحلاوي - مدير الأضاءة سامي المغربي - مونتاج ألكتروني: ممدوح أبو الفتح | - مونتاج: داليا هلال - منهدس الصوت: محمود عبد المنعم - كاميرا كونترول: أشرف محمود - مسجل فيديو: أسامة سامي - مساعدي المونتاج: أشرف الخولي - حسن التوني - تصميم المقدمة : فارس عبد الكريم - مدير الإنتاج: أشرف صقر - نهاد حلمي - مدير الإنتاج: صلاح أبو رجيلة - سامح شاهين | - المدير المالي: شريف زلط - منتج فني: محمد فهمي - أسرة الإخراج: أسامة قاسم - غادة سليم - شريف المليجي - أسرة الإخراج: محمد العدل - محمد أسامة - ميسر محمد - توزيع: كونكت - إنتاج: جمال العدل شركة العدل جروب - تأليف: د.مدحت العدل - إخراج: جمال عبد الحميد |